# Peter B. Hirsch
Peter Bernhard Hirsch (Berlín, 16 de enero de 1925) es una figura británica en la ciencia de los materiales que ha hecho contribuciones fundamentales a la aplicación de la microscopía electrónica de transmisión para los metales.

## Biografía
Asistió a la Escuela de Sloane, Chelsea y St Catharine's College, Cambridge. En 1946 se unió al departamento de cristalografía en los Laboratorios Cavendish a trabajar en pro de un trabajo de doctorado sobre el endurecimiento de los metales bajo Lawrence Bragg. Posteriormente llevó a cabo una importante labor, que todavía es citada, sobre la estructura del carbón.
A mediados de los años 1950 fue pionero en la aplicación de la microscopía electrónica de transmisión (TEM) para los metales, y desarrollado en detalle la teoría necesaria para interpretar esas imágenes. En 1965, con Howie, Whelan, Pashley y Nicholson, publicó el texto seminal Microscopía electrónica de cristales finos Archivado el 12 de abril de 2021 en Wayback Machine.. Al año siguiente se trasladó a Oxford para ocupar la Presidencia Isaac Wolfson en Metalurgia, sucediendo a William Hume-Rothery. Ocupó este puesto hasta su jubilación en 1992, la creación del Departamento de Metalurgia Archivado el 11 de agosto de 2020 en Wayback Machine. (actualmente el Departamento de Materiales) en un centro de fama mundial.
Entre muchos otros honores, fue galardonado con el 1983 Premio de la Fundación Wolf en la física. Fue elegido para la Royal Society en 1963, y nombrado caballero en 1975. Es miembro (fellow) del college Saint Edmund Hall de Oxford.
Fue galardonado en 1973 con la medalla Hughes, concedida por la Royal Society «por sus distinguidas contribuciones al desarrollo de la técnica de película delgada del microscopio electrónico para el estudio de defectos cristalinos y su aplicación a una amplia gama de problemas en la ciencia de materiales y la metalurgia».